# 天草市立楠浦小学校
天草市立楠浦小学校（あまくさしりつ くすうらしょうがっこう）は熊本県天草市にある小学校。

## 沿革
- 1874年（明治7年）8月 - 宝心寺を借りて寺子屋式授業開始。
- 1889年（明治22年）4月 - 楠浦尋常小学校と称す
- 1895年（明治28年）3月 - 方原分教場設置
- 1905年（明治38年）4月 - 高等科併設
- 1918年（大正7年）4月 - 楠浦尋常高等小学校と改称
- 1921年（大正10年）4月 - 農業補習学校併設
- 1941年（昭和16年）4月1日 - 国民学校令により、楠浦国民学校と改称
- 1947年（昭和22年）4月1日 - 学制改革により、楠浦村立楠浦小学校と改称
- 1954年（昭和29年）- 本渡市立楠浦小学校と改称
- 1968年（昭和43年）3月 - 方原分校廃止
- 2006年（平成18年）3月 - 天草市立楠浦小学校と改称

## 学校周辺
- 八代海